# Sukon Lhong
Sukon Lhong is een bestuurslaag in het regentschap Pidie van de provincie Atjeh, Indonesië. Sukon Lhong telt 557 inwoners (volkstelling 2010).